# Panagiotis Soutsos

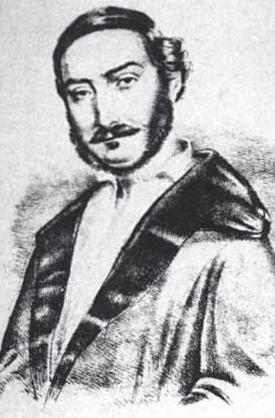
Panagiotis Soutsos.

 Panagiotis Soutsos (grekiska: Παναγιώτης Σούτσος), född 1806 i Konstantinopel, död den 6 november 1868 i Aten, var en nygrekisk skald, bror till Alexandros Soutsos.
Soutsos studerade i Paris, Padua och Bologna. Efter att 1823 i Kronstadt (Siebenbürgen) ha utgivit ett lyriskt drama, "Vandraren", bosatte han sig i Grekland, där han utgav den politiska romanen Leandros (1834), en skildring av tiden omedelbart efter kung Ottos ankomst, och en samling värdefulla lyriska dikter (1835). Sedermera skrev Soutsos ett lyriskt drama med Messias som huvudperson (1839) liksom två dramer, i vilka den nyss förgångna tidens hjältar Euthymios Blachavas och Georgios Karaiskakis spelade huvudrollerna. Han redigerade även tre politiska tidskrifter i Aten, i vilka han anslöt sig till det nationella partiet. I Nordisk familjebok heter det: "Liksom brodern var S. utprägladt en subjektiv-lyrisk och i formellt hänseende framstående författare."